# Liste der Monuments historiques in Saint-Magne-de-Castillon
Die Liste der Monuments historiques in Saint-Magne-de-Castillon führt die Monuments historiques in der französischen Gemeinde Saint-Magne-de-Castillon auf.

## Liste der Bauwerke
| Bezeichnung     | Beschreibung              | Standort | Kennzeichnung | Schutzstatus | Datum | Bild |
| --------------- | ------------------------- | -------- | ------------- | ------------ | ----- | ---- |
| Kirche St-Magne | Erbaut im 12. Jahrhundert | (Lage)   | PA00083777    | Inscrit      | 1925  |      |